# François Civil
François Civil (ur. 29 stycznia 1990 w Paryżu) – francuski aktor filmowy, teatralny i telewizyjny.
Rozpoczął karierę aktorską w połowie pierwszej dekady XXI wieku. W 2005 roku debiutuje w filmie niewielką rolą w komedii Gérarda Bittona Le Cactus. W 2006 roku gra w serialu Trop la classe! na Disney Channel. W 2014 roku pojawia się w trzech anglojęzycznych produkcjach zagranicznych: Katakumby, Frank i Dziecko Rosemary. Jego kariera rozwija się w kolejnych latach, kiedy to występuje w filmach takich jak: Five, Le Chant du loup, Mon inconnue, BAC Nord, a także En corps. Te dwie ostatnie produkcje zapewniają mu nominację do nagrody Cezara w kategorii „Najlepszy aktor drugoplanowy”. Otrzymuje nagrodę Chopard za najlepszą kreację męską na Festiwalu Filmowym w Cannes w 2019 roku.
W 2023 roku zostaje gwiazdą blockbusterów dzięki dyptykowi Trzej muszkieterowie: D'Artagnan i Trzej Muszkieterowie: Milady, w których wciela się w rolę  d'Artagnana. Filmy zostały stworzone na podstawie dzieła Aleksandra Dumasa.

## Biografia

### Rodzina i młodzieńcze lata
François Civil urodził się 29 stycznia 1990 w 12. dzielnicy Paryża. Jest synem Françoise Moulin Civil -  francuskiej akademiczki z Awinionu oraz Pierre’a Civila, profesora uniwersyteckiego urodzonego na Tahiti, który sam jest synem Tahitanki i Hiszpana. Jego rodzice są nauczycielami języka hiszpańskiego. Ma starszą siostrę.
Od piętnastego roku życia ma odbarwienia skóry na rękach i siwy kosmyk włosów. W 2019 r. wypowiedział się o tym w wywiadzie dla „Paris Match”: „Żaden lekarz nie potrafił mi powiedzieć dlaczego. Wiem, że część stresu odbija się na moim organizmie, który wysyła mi sygnały takie jak: Och! Stary, zwolnij, jesteś przepracowany”.

### Studia i kształcenie
W wieku 14 lat przypadkiem wkracza na scenę, aby zbliżyć się do dziewczyny, którą kochał i która uczęszczała na zajęcia teatralne w gimnazjum. To uczucie nie było odwzajemnione, ale ostatecznie młodzieniec zakochuje się w teatrze. Po szkolnym występie jeden z rodziców, będący dyrektorem przesłuchań, zachęca go do dalszego rozwoju aktorskiej drogi. Inspiracją do rozpoczęcia kariery stała się dla niego także rola chińskiej aktorki Zhang Ziyi w filmie Przyczajony tygrys, ukryty smok (2000).
Dołącza do studia Le Magasin, aby wziąć udział w zajęciach teatralnych. Aby zadowolić rodziców, zapisuje się do szkoły aktorskiej Studio de Formation Théâtrale w Paryżu, a następnie w 2006 roku krótko uczęszcza do Cours Florent, która go nie zadowala .
Jest dzieckiem nadpobudliwym, ma trudności z koncentracją na zajęciach,. Teatr, muzyka i sporty, takie jak koszykówka, pomagają mu powściągnąć swoją energię w szkole, a także pozwalają wyrazić siebie,. W 2010 roku nie uczęszcza na zajęcia przez cały ostatni rok liceum, ponieważ wie, że chce dalej rozwijać się w zawodzie aktora. Ostatecznie podchodzi do egzaminu maturalnego i szczęśliwie go zdaje. Uzyskuje dyplom francuskiej matury typu L  - na profilu humanistycznym ze specjalizacją filmową. Z powodu powtarzania drugiej klasy będzie uczęszczał do liceum łącznie przez 5 lat.
Zapisuje się na kierunek sztuk pięknych na uniwersytecie, ale po 20 minutach rezygnuje z zajęć i postanawia poświęcić się karierze aktorskiej.

### Kariera

#### Początki (2005–2015)
Rozpoczynając studia teatralne w studiu Le Magasin, François Civil otrzymuje rolę w popularnej komedii Le Cactus w reżyserii Michela Munza i Gérarda Bittona, która ukazała się w 2005 roku, gdzie wciela się w młodszą wersję postaci Clovisa Cornillaca. Jego drugim projektem był odcinek serialu Louis la Brocante z 2006 roku.
W 2006 roku odgrywa rolę Dread w serialu Trop la classe! od Disney Channel France,. W 2007 roku bierze udział w Igrzyskach Disney Channel w Stanach Zjednoczonych, reprezentując Francję,.
Kończy pracę nad Trop de la classe! kiedy Laurence Ferreira Barbosa powierza mu główną rolę w swoim niezależnym filmie „Soit je meurs, soit je vais mieux, wydanym w 2008 roku, w którym gra młodego ucznia zakochującego się w siostrach bliźniaczkach. Jego występ w wieku 18 lat przynosi mu nominację do nagrody Lumière w kategorii „Najlepsze objawienie męskie, a także wstępną nominację do nagrody Cezara w kategorii „Najlepsze objawienie męskie” w 2009 roku,. W tym samym roku występuje w serialu internetowym Twenty Show, emitowanym na Myspace,, który w maju 2009 staje się filmem telewizyjnym emitowanym na kanale Arte.
Kontynuuje wówczas studia aktorskie, równocześnie grając w filmach i serialach, m.in. w głównej roli w filmie Dans nos veines w reżyserii Guillaume’a Seneza, za którą otrzymuje nagrodę dla najlepszego aktora na Brussels Short Film Festival oraz podwójną nagrodę dla najlepszego aktora (Nagrodę Jury dla Młodych Talentów i Nagrodę Publiczności) na 15. Festiwalu Jean-Carmeta w Moulins.
W 2010 roku staje się także częścią młodej obsady kroniki Bus Palladium w reżyserii Christophera Thompsona.

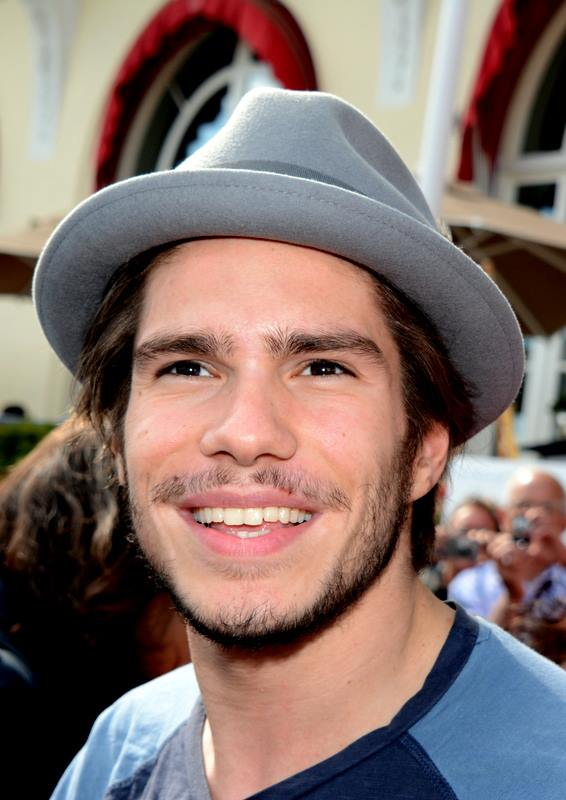
François Civil w Cabourg w 2013 r.

Otrzymuje także główną rolę w dramacie historycznym z 2011 roku Nos résistances w reżyserii Romaina Cogitore, w którym wciela się w dziewiętnastoletniego ratownika, który dołącza do francuskiego ruchu oporu podczas II wojny światowej, za co otrzymuje drugą wstępną nominację do nagrody Cezara w kategorii „Najlepszy debiutujący aktor”. Ponownie odgrywa swoją rolę Dread w Trop la classe café! ,. Rok 2012 zapisał się w historii kina filmem Sponsoring (fr Elles) w reżyserii Małgorzaty Szumowskiej, w którym Civil zagrał nastoletniego syna głównej bohaterki granej przez Juliette Binoche.
W 2013 roku wciela się w rolę francuskiego bojownika ruchu oporu Maurice’a de Cheveigné w filmie telewizyjnym Alias Caracalla, au coeur de la Résistance d'Alain Tasma . W tym samym roku zdobywa nagrodę Premier Rendez-vous na Festiwalu Filmowym w Cabourg za główną rolę w komedii Macadam Baby, napisanej i wyreżyserowanej przez Patricka Bossarda. Wystąpił także w krótkim serialu komediowym o świecie kina Casting(s), stworzonym przez Pierre'a Nineya i Aliego Marhyara, emitowanym na kanale Canal+ w latach 2013-2015,.
W 2014 roku podejmuje się również roli w języku angielskim w brytyjsko-irlandzkim niezależnym filmie Frank w reżyserii Lenny'ego Abrahamsona, gdzie u boku Michaela Fassbendera, Maggie Gyllenhaal, Carli Azar i Domhnalla Gleesona zagrał Baraque’a, basistę zespołu Soronprfbs, prowadzonego przez tytułową postać, którą odgrywa Fassbender. Civil i pozostali aktorzy wykonali piosenki na żywo w filmie i na ścieżce dźwiękowej,. Civil wystąpił z zespołem na koncertach na żywo, aby promować film, m.in. 6 sierpnia 2014 r. w amerykańskim programie talk-show Stephena Colberta The Colbert Report. W tym samym roku zagrał drugoplanową rolę w amerykańskim horrorze Catacombes (As Above, So Below) w reżyserii Johna Ericka Dowdle’a, w którym gra postać miejskiego odkrywcy Papillona, który oprowadza grupę młodych zagranicznych alchemików w głąb paryskich katakumb. Bierze także udział w amerykańskim miniserialu Dziecko Rosemary.
W 2015 roku nagrywa odcinek pilotażowy serialu telewizyjnego stworzonego przez Alana Balla i wyprodukowanego przez Eltona Johna dla HBO, zatytułowanego Virtuoso, którego akcja ma rozgrywać się w XVIII wieku i opowiada o młodych, utalentowanych muzykach, którzy przybywają z całej Europy, aby studiować w prestiżowej Akademii Doskonałości Muzycznej w Wiedniu, gdzie wciela się w rolę młodego hiszpańskiego gitarzysty i flecisty o imieniu Isidoro. Jednak HBO nigdy nie zrealizowało pełnego sezonu, a odcinek pilotażowy nigdy nie został wyemitowany.
Po kilku występach we francuskich serialach w 2015 roku zostaje obsadzony w stałej roli drugoplanowej w popularnym serialu Gdzie jest mój agent? (fr. Dix pour cent), stworzonym przez Fanny Herrero, gdzie w sezonach 1. i 2. wciela się w postać młodego, początkującego aktora Hippolyte’a Rivière’a. To reżyser Cédric Klapisch wybrał go do roli w filmie Dix pour cent , kilka lat po ich pierwszym spotkaniu podczas wieczoru Révélations podczas Cezarów 2009,, gdzie Klapisch był jego mentorem,. W wywiadzie przyznał również, że jeszcze nie widział serialu.

#### Odkrycie szerszej publiczności (2016–2019)
Rok 2016 pozwala mu zaistnieć wśród szerszej publiczności: jest częścią grupy przyjaciół, zebranej przez Igora Gotesmana wokół Pierre’a Nineya na potrzeby komedii Five, jego pierwszego komercyjnego sukcesu z ponad 700 000 sprzedanych biletów, opartym na krótkometrażowym filmie o tym samym tytule, który zagrali w 2011 roku. W tym samym roku pojawia się w teledysku do piosenki Reuf zespołu Nekfeu, która znalazła się na ścieżce dźwiękowej filmu. Gra także drugoplanową rolę w thrillerze Made in France Nicolasa Boukhriefa.
W 2017 roku odgrywa najmłodszego z rodzeństwa Cédrica Klapischa w dramacie Ce qui nous lie. Partnerami są Ana Girardot w roli młodszej siostry i Pio Marmaï w roli starszej. Jest także główną gwiazdą we francuskim filmie akcji Burn Out, którego współautorem i reżyserem jest Yann Gozlan. W tym samym roku użycza swojego głosu w pierwszym odcinku serialu dźwiękowego Calls, emitowanego na kanale Canal+.
Podczas Festiwalu Filmowego w Cabourg w 2018 roku jest członkiem jury konkursu filmów krótkometrażowych. W tym samym roku zasiada również w jury sekcji Révélation na Festiwalu Kina Amerykańskiego w Deauville, któremu przewodniczy Cédric Kahn.
Rok 2019 przynosi mu serię znaczących projektów: najpierw thriller geopolityczny Le Chant du Loup autorstwa Antonina Baudry’ego, który we Francji obejrzało 1,5 miliona widzów; następnie thriller psychologiczny Celle que vous croyez Safy’ego Nebbou, w którym gra rolę drugoplanową u boku Juliette Binoche; następnie dzieli ekran do fantastycznej komedii romantycznej Mon inconnue z Joséphine Japy w reżyserii Hugo Gélina, za którą otrzymuje nagrodę dla najlepszego aktora na Międzynarodowym Festiwalu Filmów Komediowych Alpe d'Huez w 2019 r.; ponadto ponownie spotyka się na jednym ekranie z Cédrikiem Klapischem i Aną Girardot w komedii romantycznej Deux Moi , za którą otrzymuje nominację do Kryształowego Globu w kategorii „Najlepszy aktor”.
Na Festiwalu Filmowym w Cannes w 2019 roku otrzymuje nagrodę Trophée Chopard za najlepszą kreację męską. W tym samym roku był członkiem jury 9. Festiwalu Filmowego Nikon, któremu przewodniczyła Marjane Satrapi. Również w 2019 roku był członkiem jury filmów fabularnych na 11. Międzynarodowym Festiwalu Filmów Kryminalnych w Beaune, którego przewodniczącym był reżyser Benoît Jacquot.

#### Sukces zawodowy (od 2021)
W sierpniu 2021 ukazuje się film BAC Nord w reżyserii Cédrica Jimeneza, w którym aktor wciela się w postać policjanta z Marsylii (BAC) u boku Gillesa Lellouche’a i Karima Leklou. Film przedstawia losy trzech policjantów konfrontujących się w północnych dzielnicach Marsylii. Jest on otwarcie inspirowany aferą z 2012 r., w którą zamieszany był BAC. Bac Nord zdobywa 2,2 miliona widzów we Francji; występ w tym filmie zapewnia Civilowi jego pierwszą nominację do Cezara w kategorii „Najlepszy aktor drugoplanowy”. Otrzymał także drugoplanową rolę w filmie Alexa Lutza i Arthura Sanigou La Vengeance au triple galop, telewizyjnym pastiszu wyemitowanym na kanale Canal+ 4 października 2021, który parodiuje operę mydlaną La Vengeance aux deux visages, w którym zagrał menedżera motelu pasjonującego się baseballem, którego prawe przedramię zastąpiono protezą, a dłoń zastąpiono rękawicą baseballową. Również w 2021 François Civil użycza głosu gepardowi Nemirowi w drugim odcinku podcastu dla dzieci Animalia, poświęconego zagrożonym gatunkom zwierząt, odcinek prowadzony przez Cyrila Diona, a napisany i wyreżyserowany przez Josha Vardeya.
W 2022 roku wciela się w rolę fizjoterapeuty Yanna w filmie En corps Cédrica Klapischa, za którą otrzymuje drugą nominację do nagrody Cezara w kategorii „Najlepszy aktor drugoplanowy”. W tym samym roku użycza głosu postaci Buzza L’Eclaira we francuskiej wersji filmu animowanego o tym samym tytule, a także postaci Philipa Gravesa we francuskiej wersji gry wideo Call of Duty: Modern Warfare II .
W 2023 roku gra D'Artagnana w dwóch nowych adaptacjach filmowych powieści Aleksandra Dumasa Trzej muszkieterowie: Trzej muszkieterowie: D'Artagnan i Trzej Muszkieterowie: Milady, oba w reżyserii Martina Bourboulona. Jego największym sukcesem komercyjnym jest film D'Artagnan, który we Francji obejrzało 3,3 miliona widzów. W tym samym roku po raz drugi współpracuje z reżyserem Romainem Cogitore w romantycznym dramacie Une zone à défense, pierwszym francuskim filmie oryginalnym dostępnym w serwisie streamingowym Disney+, w którym wciela się w rolę oficera DGSI infiltrującego ZAD (strefę do obrony), który zakochuje się w jednej z aktywistek ZAD, dzieląc ekran po raz trzeci z Lyną Khoudri, swoją partnerką ekranową w Trzech muszkieterach i Buzz l'Éclair.
W listopadzie 2023 roku zostaje uhonorowany tytułem "aktora roku" przez magazyn GQ France.
W 2024 roku pojawia się w komediowym miniserialu Netflixa Fiasco, współtworzonym przez Igora Gotesmana i Pierre’a Nineya, gdzie ponownie zagrał u boku Pierre’a Nineya, a także w dramacie Pas de confused w reżyserii Teddy’ego Lussi-Modeste’a, w którym wciela się w postać młodego nauczyciela literatury niesłusznie oskarżonego przez nastoletnią uczennicę o nękanie. Występuje również w  romantycznym dramacie L’Amour ouf w reżyserii Gilles’a Lellouche’a, zaprezentowanym w „konkursie głównym" podczas 77 edycji Festiwalu Filmowego w Cannes. Za tę rolę zdobywa swoją pierwszą nominację do nagrody Cezara w kategorii „Najlepszy aktor”.
W październiku 2024 roku bierze udział w zdjęciach do nadchodzącego filmu Arnauda Desplechina, Une affaire, w którym wciela się w pianistę przeżywającego niemożliwą historię miłosną,.